# Rhigiocarya
Rhigiocarya é um género botânico pertencente à família Menispermaceae.

## Espécies
- Rhigiocarya chevalieri
- Rhigiocarya nervosa
- Rhigiocarya peltata
- Rhigiocarya racemifera

1. ↑  «Rhigiocarya — World Flora Online». www.worldfloraonline.org. Consultado em 19 de agosto de 2020